# Louis Untermeyer

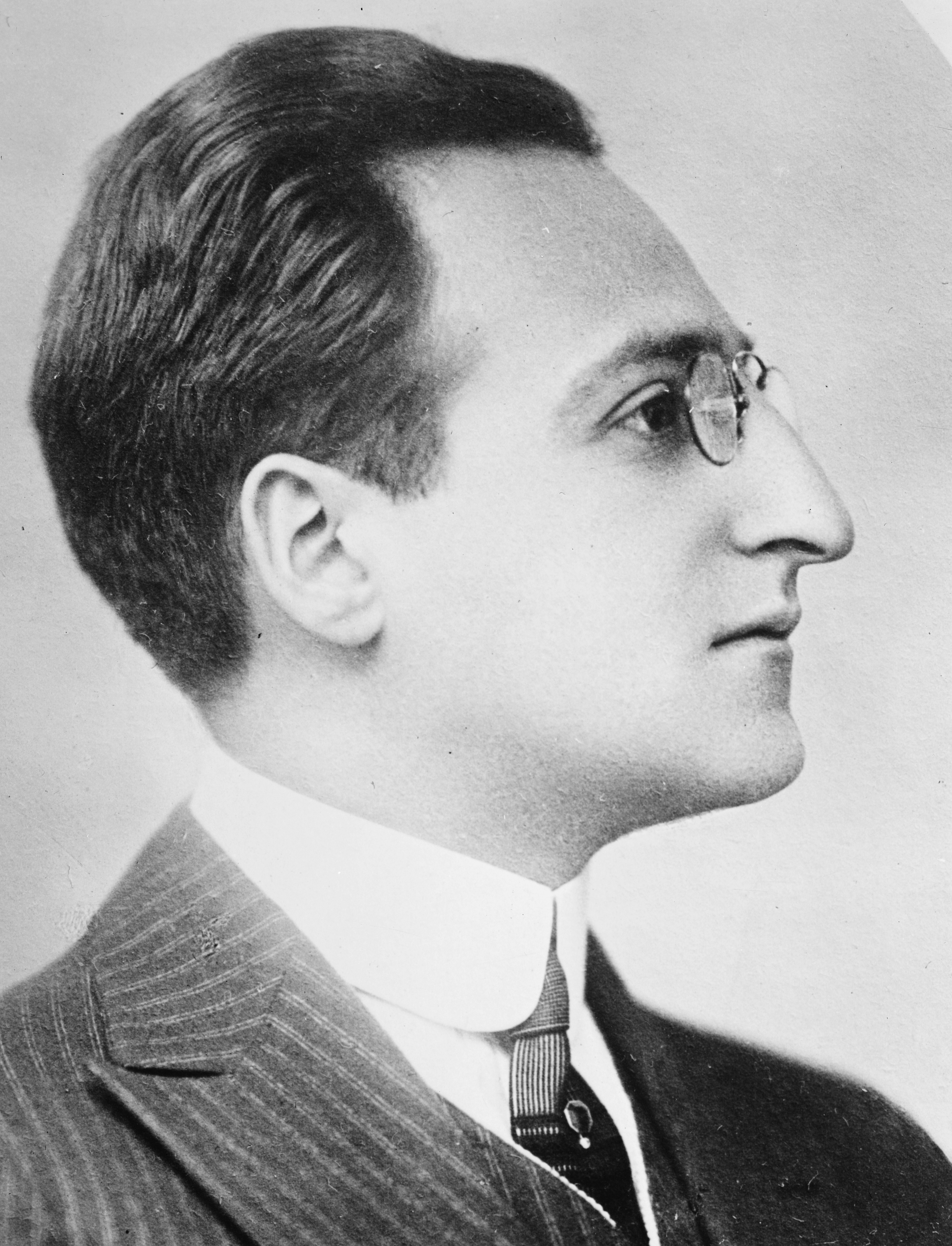
Louis Untermeyer

Louis Untermeyer (geboren 1. Oktober 1885 in New York City; gestorben 18. Dezember 1977) war ein US-amerikanischer Dichter, der viele seinerzeit bedeutende Anthologien herausgegeben hat.

## Leben
Nach einer nur kurzen Ausbildung ohne Abschluss stieg Untermeyer zunächst in die Firma seines Vaters ein, wo er bis 1923, zuletzt als Vizepräsident, tätig war. Danach widmete er sich seiner schriftstellerischen Karriere. Er war seit Januar 1907 verheiratet mit der Schriftstellerin Jean Starr, mit der er einen Sohn hatte (Richard, geb. 1907; Suizid 1927). Nach einer Scheidung, 1926, lebte er später wieder mit ihr zusammen und adoptierte zwei Söhne. 1927 hatte er die Dichterin Virginia Moore geheiratet, mit der er ebenfalls einen Sohn hatte. Die Trennung von ihr erfolgte 1929. In den 30er-Jahren trennte er sich von Jean Starr und heiratete Esther Antin (Trennung von ihr 1945). 1948 heiratete er schließlich Bryna Ivens, die Herausgeberin des Magazins Seventeen.
Sein erster Gedichtband, First Love, erschien 1911. Insgesamt veröffentlichte er über einhundert Bücher, darunter seine sehr einflussreichen Anthologien amerikanischer und britischer Poesie, aber auch Kinderbücher, Parodien und Biographien. Als Übersetzer brachte er seinen Landsleuten unter anderen Heinrich Heine und Gottfried Keller nahe.
Er war an der Entstehung von The Seven Arts beteiligt, einem Magazin, das ein wichtiges Forum für junge Dichter, darunter Robert Frost, darstellte. Mit Frost verband Untermeyer eine lange Freundschaft.
1941 wurde er in die American Academy of Arts and Letters gewählt. 1956 verlieh ihm die Poetry Society of America die Goldmedaille. Außerdem war er Poet Laureate Consultant in Poetry to the Library of Congress von 1961 bis 1963.
Untermeyer war vor dem Ersten Weltkrieg auch an der Herausgabe des marxistischen Magazins The Masses beteiligt. Wie viele seiner Gesinnungsgenossen wandte er sich gegen den Eintritt Amerikas in den Krieg. Sein fortgesetzter Einsatz für linke Positionen brachte ihm besonders in den 50er-Jahren Schwierigkeiten, die unter anderem dazu führten, dass er seine Teilnahme an der populären Gameshow What's My Line aufgeben musste.

## Bücher (Auswahl)

### Anthologien
- Modern American Poetry (1919) (6th edition, 1942)
- Modern British Poetry (1920) (5th edition, 1942)
- Modern American and British Poetry (1919)

### Dichtung
- First Love (1911)
- Challenge (1914)
- Roast Leviathan (1923)
- The New Adam (1920)

### Biographie
- Heinrich Heine: Paradox and Poet (1937)

### Autobiographie
- From Another World (1935)
- Bygones (1965)